# 颶風斯坦
颶風斯坦（英語：Hurricane Stan）是一个相对较弱但卻造成上千人罹難的热带气旋，在2005年10月上旬影响了中美洲地区。斯坦是2005年大西洋飓风季的第18場熱帶風暴與第11場飓风，當熱帶擾動移到加勒比海西部後，發展成熱帶氣旋，并在隔天達到热带风暴强度，随后以熱帶風暴強度在尤卡坦半岛首次登陆。風暴穿越半岛時短暫減弱為熱帶性低氣壓，但一進入坎佩切湾變重新增強，在有利於熱帶氣旋發展的条件下，斯坦在10月4日達到颶風強度，之後便達到70節一分鐘平均風速的巔峰，之後便於颶風強度登錄於墨西哥蓬塔罗卡帕蒂达附近，登陸後受地形影響減弱消散。 
儘管斯坦只有一級颶風強度，但影響遍及整個中美洲，造成超過千人罹難，數個村莊遭洪水淹沒，農作物受到損害，造成39億美元的經濟損失。由於大量人數罹難，斯坦已經遭到世界氣象組織除名。

## 氣象歷史
颶風斯坦起源於一股非洲西岸的东风波，9月17日国家飓风中心開始監視。東風波向西移动一段時間，仍然沒有發展，直到9月22日才逐漸有對流噴發；但該海域較強勁的垂直風切阻止了更進一步發展；數日後進入更有利熱帶氣旋發展的加勒比海，發展出間歇性對流。在10月1日對流發展更旺盛，國家颶風中心將其升格為熱帶性低氣壓，此時低壓位於墨西哥科苏梅尔岛东南方215公里。
此時熱帶性低氣壓位於高壓脊的南方，向西北西方向移动。在增強為熱帶性低氣壓後的數個小時，東南象限發展出明顯的對流，系統增強為熱帶風暴，國家颶風中心命名為斯坦，在世界協調时间10月2日上午10時，斯坦首次登陆於墨西哥图卢姆南方55公里的海岸，登陸時一分鐘平均風35節，登陸後在尤卡坦半岛的南部短暫減弱為熱帶性低氣壓。进入墨西哥湾後对流在低壓中心重新发展，使系统回到热带风暴強度。

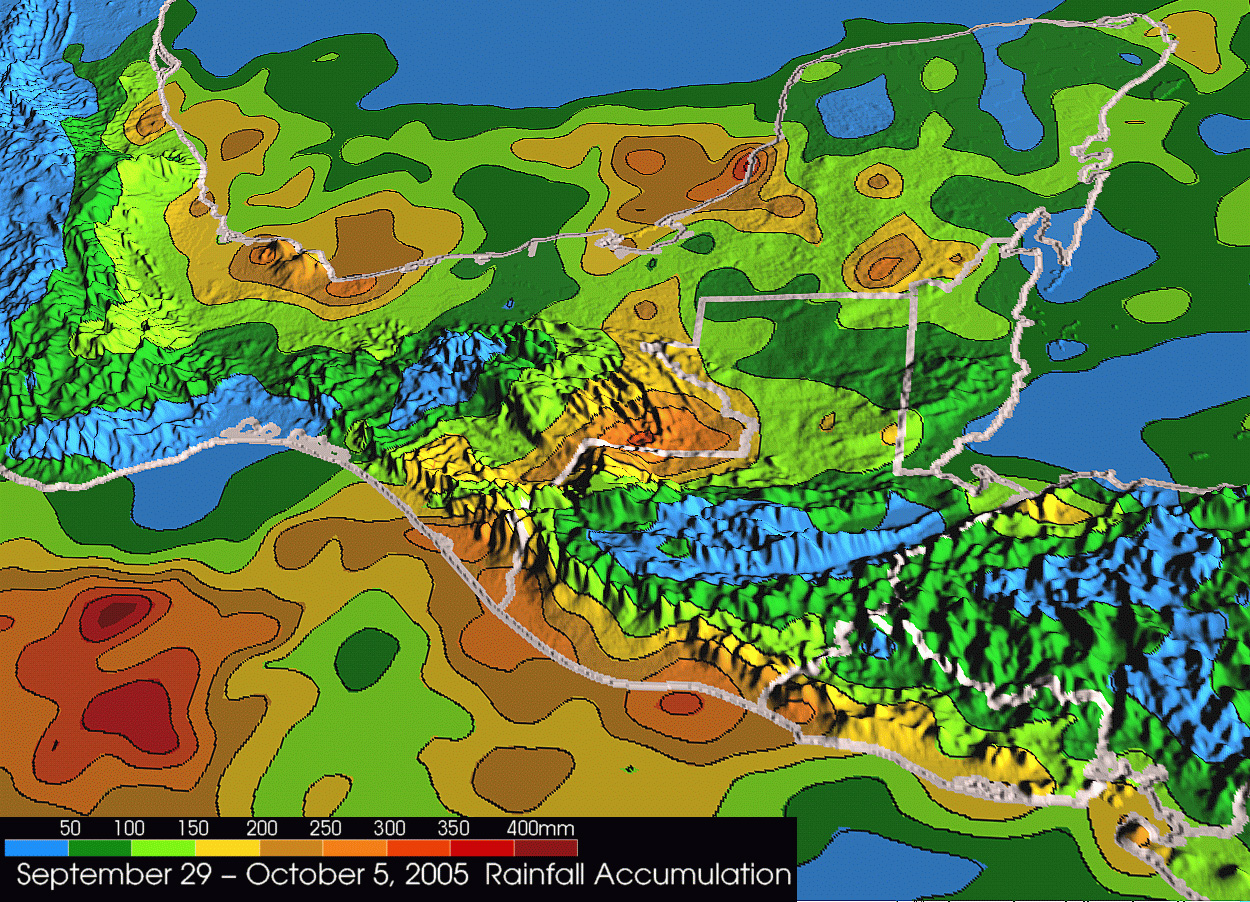
9月29日到10月5日中美洲部分地區降雨估計

在墨西哥湾西測高压区使斯坦轉向西南，由於坎佩切湾的環境有利熱帶氣旋發展，風暴對流越來越強勁，在十月三日，国家飓风中心的预报员表示有百分之49的機率會快速增强。隨後在登陸前的數小時，斯坦急遽增強，在對流中出現風眼特徵，雲頂氣溫測得−90 °C（−130 °F），繼續發展後，國家颶風中心認定斯坦達到颶風強度，在世界協調時間10月4日中午斯坦以巔峰強度登陸於蓬塔·羅卡·帕提達附近，此時一分鐘平均風速80節；登陸後受地形影響而迅速減弱，斯坦於10月5日在瓦哈卡州消散。

## 影响
| 国家       | 死亡人数 | 损失（美元） | 参考          |
| ---------- | -------- | ------------ | ------------- |
| 哥斯达黎加 | 1        | 2000萬       | [ 8 ]         |
| 萨尔瓦多   | 69       | 3.56億       | [ 9 ]         |
| 危地马拉   | 1,513    | 9.96億       | [ 10 ] [ 11 ] |
| 洪都拉斯   | 7        | 1億          | [ 12 ]        |
| 墨西哥     | 80       | 25億         | [ 2 ]         |
| 尼加拉瓜   | 3        | 不适用       |               |
| 总         | 1668     | 39.6億       |               |

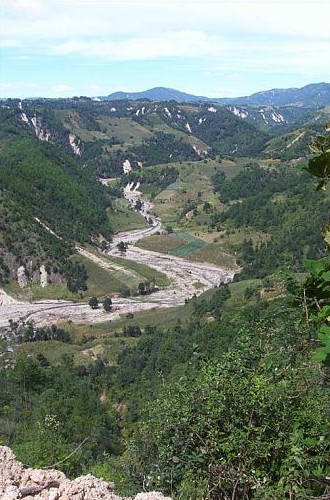
在危地马拉基礎設施、農作物遭受破壞

斯坦在陸地上的影響，以瓜地馬拉最嚴重，雖然有1513人確認罹難，但由於數百人失蹤，罹難人數可能超過2000人 ；在墨西哥，斯坦為尤卡坦半岛帶來大風大雨，在數個地區發生洪水氾濫，該國内政部針對恰帕斯州、伊达尔戈州、瓦哈卡州、普埃布拉州和韦拉克鲁斯州發出紧急状态。墨西哥总统维森特·福克斯表示，飓风造成约200亿比索的损失；在洪都拉斯，飓风共造成7人罹難與10億美元的損失；在薩爾瓦多，颶風導致破壞性的洪水和土石流，造成3.556億美元的損失，是上一年該國國內生產毛額的百分之2.2。